# غران كامينيو 2025
غران كامينيو 2025 (بالإسبانية: O Gran Camiño 2025) هو سباق دراجات هوائية من فئة  2.1، وهو الموسم الرابع من غران كامينيو ‏، وأقيم خلال الفترة من 26 فبراير 2025، وحتى 2 مارس 2025.
فاز بالمركز الأول وفي تصنيف الجبال ديريك جي، وحلَّ في المركز الثاني Davide Piganzoli ‏، وفاز بالمركز الثالث وفي ترتيب النقاط ماغنوس كورت نيلسن، وفاز في ترتيب النقاط للشباب Viktor Soenens ‏، أما ترتيب الفرق، فقد فاز به 2025 Burgos-Burpellet-BH ‏.

## الفرق
| فرق عالمية (3)- Groupama-FDJ - Movistar Team - Soudal Quick-Step فرق برو (8)- برجس بي إتش ‏ - كاجا رورال-سيغوروس 2025 ‏ - أوسكالتيل أوسكادي 2025 ‏ - Equipo Kern Pharma ‏ - Israel-Premier Tech - إيولو كوميت ‏ - أونو-إكس موبيليتي ‏ - VF Group-Bardiani CSF-Faizanè فرق قارية (6)- Anicolor / Tien 21 ‏ - AP Hotels & Resorts–Tavira–SC Farense ‏ - إيفابيل سيلينج 2025 ‏ - Illes Balears Arabay Cycling ‏ - Rádio Popular–Paredes–Boavista ‏ - Tavfer–Ovos Matinados–Mortágua ‏ |  |
| |  |

## المراحل
| قائمة المراحل | قائمة المراحل | قائمة المراحل                           | قائمة المراحل      | قائمة المراحل | قائمة المراحل | قائمة المراحل     | قائمة المراحل     |
| المرحلة       | التاريخ       | الدورة                                  |                    | المسافة (كم)  | الارتفاع      | الفائز بالمرحلة   | القائد العام      |
| ------------- | ------------- | --------------------------------------- | ------------------ | ------------- | ------------- | ----------------- | ----------------- |
| المرحلة 1     | 26 فبراير     | مايا – مَتُزِنيُش                           | مرحلة جبلية        | 189٫7         | 1٬823 م       | ماغنوس كورت نيلسن | ماغنوس كورت نيلسن |
| المرحلة 2     | 27 فبراير     | مارين، إسبانيا – لا إسترادا، بونتيفيدرا | مرحلة جبلية متوسطة | 133٫1         | 2٬376 م       | ماغنوس كورت نيلسن | ماغنوس كورت نيلسن |
| المرحلة 3     | 28 فبراير     | أورينسي – بيريرو دي أغيار               | فردي ضد الساعة     | 15٫6          | 397 م         | ديريك جي          | ديريك جي          |
| المرحلة 4     | 1 مارس        | A Pobra do Brollón ‏ –                   | مرحلة جبلية        | 137٫1         | 2٬797 م       | Sergio Chumil ‏    | ديريك جي          |
| المرحلة 5     | 2 مارس        | بيتانزوس – شنت ياقُب                     | مرحلة جبلية متوسطة | 159٫87        | 2٬473 م       | ماغنوس كورت نيلسن | ديريك جي          |

## النتيجة

### مرحلة 1
هي مرحلة جبلية، أقيمت في 26 فبراير 2025، وامتدّت لمسافة 189.7 كيلومتر. فاز بالمركز الأول، وتصدر ترتيب النقاط والترتيب العام ماغنوس كورت نيلسن، أما ترتيب الفرق، فقد فاز به 2025 Burgos-Burpellet-BH ‏، وتصدر ترتيب التسلق Ander Okamika ‏، وتصدر ترتيب الشباب Filippo Turconi ‏.
| التصنيف العام | التصنيف العام      | التصنيف العام            | التصنيف العام | التصنيف العام |
| العداء        | العداء             | الفريق                   | الوقت         |               |
| ------------- | ------------------ | ------------------------ | ------------- | ------------- |
| 1             | ماغنوس كورت نيلسن  | أونو-إكس موبيليتي ‏       | 4 س 18 د 39 ث |               |
| 2             | سانتياغو ميسا ‏     | إيفابيل سيلينج ‏          | + 4 ث         |               |
| 3             | Ander Okamika ‏     | برجس بي إتش ‏             | + 5 ث         |               |
| 4             | Giovanni Lonardi ‏  | إيولو كوميت ‏             | + 6 ث         |               |
| 5             | Filippo Turconi ‏   | بردياني سي إس إف فايزاني | + 7 ث         |               |
| 6             | إسبانيا            | برجس بي إتش ‏             | + 10 ث        |               |
| 7             | Jordi Warlop ‏      | دكونيك كويك ستب          | + 10 ث        |               |
| 8             | Francisco Peñuela ‏ | كاجا رورال-سيغوروس ‏      | + 10 ث        |               |
| 9             | المكسيك            | Petrolike ‏               | + 10 ث        |               |
| 10            | Carlos Canal ‏      | موفيستار                 | + 10 ث        |               |
|               |                    |                          |               |               |
|               |                    |                          |               |               |

### مرحلة 2
هي مرحلة جبلية متوسطة، أقيمت في 27 فبراير 2025، وامتدّت لمسافة 133.1 كيلومتر. فاز بالمركز الأول، وتصدر الترتيب العام وترتيب النقاط ماغنوس كورت نيلسن، أما ترتيب الفرق، فقد فاز به 2025 Uno-X Mobility ‏، وتصدر ترتيب التسلق Ander Okamika ‏، وتصدر ترتيب الشباب Samuel Fernández ‏.
| التصنيف العام | التصنيف العام      | التصنيف العام            | التصنيف العام | التصنيف العام |
| العداء        | العداء             | الفريق                   | الوقت         |               |
| ------------- | ------------------ | ------------------------ | ------------- | ------------- |
| 1             | ماغنوس كورت نيلسن  | أونو-إكس موبيليتي ‏       | 7 س 31 د 34 ث |               |
| 2             | Martin Marcellusi ‏ | بردياني سي إس إف فايزاني | + 14 ث        |               |
| 3             | Carlos Canal ‏      | موفيستار                 | + 16 ث        |               |
| 4             | توماس بسنتي ‏       | دكونيك كويك ستب          | + 20 ث        |               |
| 5             | Eric Fagúndez ‏     | برجس بي إتش ‏             | + 20 ث        |               |
| 6             | Iván Cobo ‏         | Equipo Kern Pharma ‏      | + 20 ث        |               |
| 7             | Rémy Rochas ‏       | إف دي جي                 | + 20 ث        |               |
| 8             | Samuel Fernández ‏  | كاجا رورال-سيغوروس ‏      | + 20 ث        |               |
| 9             | ديريك جي           | إسرائيل - بريمير تيك     | + 20 ث        |               |
| 10            | Davide Piganzoli ‏  | إيولو كوميت ‏             | + 20 ث        |               |
|               |                    |                          |               |               |
|               |                    |                          |               |               |

### مرحلة 3
هي مرحلة من نوع سباق زمن فردي، أقيمت في 28 فبراير 2025، وامتدّت لمسافة 15.6 كيلومتر. فاز بالمركز الأول، وتصدر الترتيب العام ديريك جي، وتصدر ترتيب النقاط ماغنوس كورت نيلسن، وتصدر ترتيب التسلق Ander Okamika ‏، أما ترتيب الفرق، فقد فاز به 2025 Uno-X Mobility ‏، وتصدر ترتيب الشباب Maxime Decomble ‏.
| التصنيف العام | التصنيف العام     | التصنيف العام        | التصنيف العام | التصنيف العام |
| العداء        | العداء            | الفريق               | الوقت         |               |
| ------------- | ----------------- | -------------------- | ------------- | ------------- |
| 1             | ديريك جي          | إسرائيل - بريمير تيك | 7 س 55 د 11 ث |               |
| 2             | ماغنوس كورت نيلسن | أونو-إكس موبيليتي ‏   | + 5 ث         |               |
| 3             | Davide Piganzoli ‏ | إيولو كوميت ‏         | + 17 ث        |               |
| 4             | Iván Cobo ‏        | Equipo Kern Pharma ‏  | + 27 ث        |               |
| 5             | Maxime Decomble ‏  | إف دي جي             | + 39 ث        |               |
| 6             | Txomin Juaristi ‏  | أوسكالتيل أوسكادي ‏   | + 40 ث        |               |
| 7             | Eric Fagúndez ‏    | برجس بي إتش ‏         | + 46 ث        |               |
| 8             | نيلسون أوليفيرا   | موفيستار             | + 47 ث        |               |
| 9             | Abel Balderstone ‏ | كاجا رورال-سيغوروس ‏  | + 51 ث        |               |
| 10            | Fredrik Dversnes ‏ | أونو-إكس موبيليتي ‏   | + 59 ث        |               |
|               |                   |                      |               |               |
|               |                   |                      |               |               |

### مرحلة 4
هي مرحلة جبلية، أقيمت في 1 مارس 2025، وامتدّت لمسافة 137.1 كيلومتر. فاز بالمركز الأول Sergio Geovani Chumil ‏، وتصدر ترتيب النقاط ماغنوس كورت نيلسن، وتصدر ترتيب الشباب Viktor Soenens ‏، أما ترتيب الفرق، فقد فاز به 2025 Burgos-Burpellet-BH ‏، وتصدر الترتيب العام وترتيب التسلق ديريك جي.
| التصنيف العام | التصنيف العام      | التصنيف العام        | التصنيف العام  | التصنيف العام |
| العداء        | العداء             | الفريق               | الوقت          |               |
| ------------- | ------------------ | -------------------- | -------------- | ------------- |
| 1             | ديريك جي           | إسرائيل - بريمير تيك | 11 س 37 د 32 ث |               |
| 2             | Davide Piganzoli ‏  | إيولو كوميت ‏         | + 37 ث         |               |
| 3             | ماغنوس كورت نيلسن  | أونو-إكس موبيليتي ‏   | + 49 ث         |               |
| 4             | Iván Cobo ‏         | Equipo Kern Pharma ‏  | + 1 د 14 ث     |               |
| 5             | Eric Fagúndez ‏     | برجس بي إتش ‏         | + 1 د 33 ث     |               |
| 6             | جيفرسون سيبيدا     | موفيستار             | + 1 د 48 ث     |               |
| 7             | Viktor Soenens ‏    | دكونيك كويك ستب      | + 1 د 51 ث     |               |
| 8             | Sergio Chumil ‏     | برجس بي إتش ‏         | + 1 د 52 ث     |               |
| 9             | Mauri Vansevenant ‏ | دكونيك كويك ستب      | + 2 د 01 ث     |               |
| 10            | يوهانس كولسيت ‏     | أونو-إكس موبيليتي ‏   | + 2 د 14 ث     |               |
|               |                    |                      |                |               |
|               |                    |                      |                |               |

### مرحلة 5
هي مرحلة جبلية متوسطة، أقيمت في 2 مارس 2025، وامتدّت لمسافة 159.87 كيلومتر. فاز بالمركز الأول، وتصدر ترتيب النقاط ماغنوس كورت نيلسن، وتصدر الترتيب العام وترتيب التسلق ديريك جي، وتصدر ترتيب الشباب Viktor Soenens ‏، أما ترتيب الفرق، فقد فاز به 2025 Burgos-Burpellet-BH ‏.

## المشاركون
| Groupama-FDJ GFC                | Groupama-FDJ GFC      | Groupama-FDJ GFC |
| ------------------------------- | --------------------- | ---------------- |
| م                               | عداء                  | مرتبة            |
| 1                               | Clément Braz Afonso ‏  | 25               |
| 2                               | Rémy Rochas ‏          | 30               |
| 3                               | Matt Walls ‏           | لم يبدأ-1        |
| 4                               | Max Bock‏              | 72               |
| 5                               | Maxime Decomble ‏      | 12               |
| 6                               | FRA                   | 48               |
| 7                               | Oscar Nilsson-Julien ‏ | لم يكمل السباق-5 |
| مدير الرياضة: Philippe Mauduit ‏ |                       |                  |

| Movistar Team MOV                 | Movistar Team MOV          | Movistar Team MOV |
| --------------------------------- | -------------------------- | ----------------- |
| م                                 | عداء                       | مرتبة             |
| 11                                | جيفرسون سيبيدا (زمني فردي) | 7                 |
| 12                                | Carlos Canal ‏              | 14                |
| 13                                | Jorge Arcas ‏               | 55                |
| 14                                | نيلسون أوليفيرا            | 28                |
| 15                                | أنطونيو بيدرو              | 85                |
| 16                                | Diego Pescador ‏            | 43                |
| 17                                | ألبرت توريس                | لم يكمل السباق-5  |
| مدير الرياضة: خوسيه فيسنتي غارسيا |                            |                   |

| Israel-Premier Tech IPT       | Israel-Premier Tech IPT | Israel-Premier Tech IPT |
| ----------------------------- | ----------------------- | ----------------------- |
| م                             | عداء                    | مرتبة                   |
| 21                            | سيمون كلارك             | 66                      |
| 22                            | Marco Frigo ‏            | 34                      |
| 23                            | جاكوب فوجلسانج          | 23                      |
| 24                            | ديريك جي                | 1                       |
| 25                            | هوغو هول                | 41                      |
| 26                            | Daniel Lima‏             | 104                     |
| 27                            | Pau Martí ‏              | 90                      |
| مدير الرياضة: Óscar Guerrero ‏ |                         |                         |

| أونو-إكس موبيليتي ‏ UXM        | أونو-إكس موبيليتي ‏ UXM  | أونو-إكس موبيليتي ‏ UXM |
| ----------------------------- | ----------------------- | ---------------------- |
| م                             | عداء                    | مرتبة                  |
| 31                            | ماغنوس كورت نيلسن       | 3                      |
| 32                            | Andreas Kron ‏           | لم يكمل السباق-5       |
| 33                            | يوهانس كولسيت ‏          | 10                     |
| 34                            | Martin Urianstad ‏       | 88                     |
| 35                            | Simon Dalby (cyclist) ‏  | 21                     |
| 36                            | Fredrik Dversnes ‏       | 29                     |
| 37                            | Sakarias Koller Løland ‏ | 60                     |
| مدير الرياضة: كريستيان أندرسن |                         |                        |

| Soudal Quick-Step SOQ         | Soudal Quick-Step SOQ | Soudal Quick-Step SOQ |
| ----------------------------- | --------------------- | --------------------- |
| م                             | عداء                  | مرتبة                 |
| 41                            | Mauri Vansevenant ‏    | 9                     |
| 42                            | Jordi Warlop ‏         | لم يبدأ-5             |
| 43                            | جيمس نوكس             | 33                    |
| 44                            | Federico Savino ‏      | 75                    |
| 45                            | Gauthier Servranckx‏   | 74                    |
| 46                            | Viktor Soenens ‏       | 8                     |
| 47                            | توماس بسنتي ‏          | 47                    |
| مدير الرياضة: Kevin Hulsmans ‏ |                       |                       |

| Equipo Kern Pharma ‏ EKP | Equipo Kern Pharma ‏ EKP | Equipo Kern Pharma ‏ EKP |
| ----------------------- | ----------------------- | ----------------------- |
| م                       | عداء                    | مرتبة                   |
| 51                      | Urko Berrade ‏           | 19                      |
| 52                      | Mats Wenzel ‏            | 36                      |
| 53                      | Iván Cobo ‏              | 4                       |
| 54                      | Mikel Retegi ‏           | 77                      |
| 55                      | Ibon Ruiz ‏              | لم يكمل السباق-2        |
| 56                      | Unai Aznar ‏             | 96                      |
| 57                      | Ibai Azanza ‏            | لم يكمل السباق-3        |
| مدير الرياضة:           |                         |                         |

| VF Group-Bardiani CSF-Faizanè VBF | VF Group-Bardiani CSF-Faizanè VBF | VF Group-Bardiani CSF-Faizanè VBF |
| --------------------------------- | --------------------------------- | --------------------------------- |
| م                                 | عداء                              | مرتبة                             |
| 61                                | Luca Covili ‏                      | 26                                |
| 62                                | Martin Marcellusi ‏                | 59                                |
| 63                                | Filippo Magli ‏                    | 81                                |
| 64                                | Luca Paletti ‏                     | 15                                |
| 65                                | Alex Tolio ‏                       | 32                                |
| 66                                | Filippo Turconi ‏                  | 73                                |
| 67                                | Matteo Scalco ‏                    | 50                                |
| مدير الرياضة: Luca Amoriello‏      |                                   |                                   |

| برجس بي إتش ‏ BBH             | برجس بي إتش ‏ BBH                     | برجس بي إتش ‏ BBH |
| ---------------------------- | ------------------------------------ | ---------------- |
| م                            | عداء                                 | مرتبة            |
| 71                           | Sinuhé Fernández ‏                    | 86               |
| 72                           | Eric Fagúndez ‏ (زمني فردي)           | 5                |
| 73                           | Sainbayaryn Jambaljamts ‏ (زمني فردي) | 54               |
| 74                           | ESP                                  | 61               |
| 75                           | Sergio Chumil ‏ (طريق)                | 6                |
| 76                           | Josh Burnett ‏                        | 17               |
| 77                           | Ander Okamika ‏                       | 92               |
| مدير الرياضة: Damien Garcia ‏ |                                      |                  |

| إيولو كوميت ‏ PTV             | إيولو كوميت ‏ PTV     | إيولو كوميت ‏ PTV |
| ---------------------------- | -------------------- | ---------------- |
| م                            | عداء                 | مرتبة            |
| 81                           | Alessandro Tonelli ‏  | 38               |
| 82                           | Andrea Pietrobon ‏    | 64               |
| 83                           | Giovanni Lonardi ‏    | 79               |
| 84                           | ميركو مايستري        | 57               |
| 85                           | Davide Piganzoli ‏    | 2                |
| 86                           | Diego Pablo Sevilla ‏ | 78               |
| 87                           | ESP                  | 65               |
| مدير الرياضة: خيسوس هرنانديز |                      |                  |

| أوسكالتيل أوسكادي ‏ EUS       | أوسكالتيل أوسكادي ‏ EUS | أوسكالتيل أوسكادي ‏ EUS |
| ---------------------------- | ---------------------- | ---------------------- |
| م                            | عداء                   | مرتبة                  |
| 91                           | Iker Mintegi ‏          | لم يكمل السباق-5       |
| 92                           | Jordi López (cyclist) ‏ | 46                     |
| 93                           | Txomin Juaristi ‏       | 13                     |
| 94                           | Jokin Murguialday ‏     | 20                     |
| 95                           | Ander Ganzabal ‏        | 80                     |
| 96                           | Nicolás Alustiza ‏      | 51                     |
| 97                           | Jon Agirre ‏            | 53                     |
| مدير الرياضة: Pablo Urtasun ‏ |                        |                        |

| كاجا رورال-سيغوروس ‏ CJR       | كاجا رورال-سيغوروس ‏ CJR | كاجا رورال-سيغوروس ‏ CJR |
| ----------------------------- | ----------------------- | ----------------------- |
| م                             | عداء                    | مرتبة                   |
| 101                           | Abel Balderstone ‏       | لم يكمل السباق-5        |
| 102                           | ESP                     | 40                      |
| 103                           | ESP                     | 62                      |
| 104                           | Alex Díaz Álvarez ‏      | 44                      |
| 105                           | Samuel Fernández ‏       | 18                      |
| 106                           | Alex Molenaar ‏          | 49                      |
| 107                           | Francisco Peñuela ‏      | 39                      |
| مدير الرياضة: روبين مارتينيز ‏ |                         |                         |

| Petrolike ‏ PTL | Petrolike ‏ PTL    | Petrolike ‏ PTL   |
| -------------- | ----------------- | ---------------- |
| م              | عداء              | مرتبة            |
| 111            | جوناثان كايسيدو   | 31               |
| 112            | Edinson Callejas ‏ | 22               |
| 113            | MEX               | 83               |
| 114            | Filippo D'Aiuto ‏  | 93               |
| 116            | MEX               | 91               |
| 117            | Andrii Ponomar ‏   | لم يكمل السباق-5 |

| Anicolor / Tien 21 ‏ ATI     | Anicolor / Tien 21 ‏ ATI | Anicolor / Tien 21 ‏ ATI |
| --------------------------- | ----------------------- | ----------------------- |
| م                           | عداء                    | مرتبة                   |
| 121                         | Artem Nych ‏             | 99                      |
| 122                         | رافاييل ريس             | 89                      |
| 123                         | Xavier Cañellas ‏        | 82                      |
| 124                         | Harrison Wood ‏          | 27                      |
| 125                         | Pedro Silva‏             | 69                      |
| 126                         | روبين فرنانديز          | 16                      |
| 127                         | Víctor Martínez ‏        | 98                      |
| مدير الرياضة: Rúben Pereira‏ |                         |                         |

| Tavfer–Ovos Matinados–Mortágua ‏ TAV | Tavfer–Ovos Matinados–Mortágua ‏ TAV | Tavfer–Ovos Matinados–Mortágua ‏ TAV |
| ----------------------------------- | ----------------------------------- | ----------------------------------- |
| م                                   | عداء                                | مرتبة                               |
| 131                                 | Ángel Sánchez Rebollido ‏            | لم يكمل السباق-5                    |
| 132                                 | Gonçalo Carvalho ‏                   | 76                                  |
| 133                                 | جواو ماتياس                         | لم يكمل السباق-5                    |
| 134                                 | POR                                 | لم يكمل السباق-4                    |
| 135                                 | António Barbio ‏                     | 108                                 |
| 136                                 | Rafael Barbas‏                       | 67                                  |
| مدير الرياضة: غوستافو سيزار         |                                     |                                     |

| إيفابيل سيلينج ‏ EFP         | إيفابيل سيلينج ‏ EFP       | إيفابيل سيلينج ‏ EFP |
| --------------------------- | ------------------------- | ------------------- |
| م                           | عداء                      | مرتبة               |
| 141                         | جواكيم سيلفا ‏             | 52                  |
| 142                         | André Carvalho (cyclist) ‏ | 87                  |
| 143                         | سانتياغو ميسا ‏            | 101                 |
| 144                         | ماوريسيو موريرا           | لم يبدأ-3           |
| 145                         | POR                       | 102                 |
| 146                         | Pedro Pinto‏               | 35                  |
| 147                         | Keegan Swirbul ‏           | 24                  |
| مدير الرياضة: خوسيه أزيفيدو |                           |                     |

| AP Hotels & Resorts–Tavira–SC Farense ‏ ATF | AP Hotels & Resorts–Tavira–SC Farense ‏ ATF | AP Hotels & Resorts–Tavira–SC Farense ‏ ATF |
| ------------------------------------------ | ------------------------------------------ | ------------------------------------------ |
| م                                          | عداء                                       | مرتبة                                      |
| 151                                        | ديليو فرنانديز كروز                        | 70                                         |
| 152                                        | Afonso Silva ‏                              | لم يكمل السباق-5                           |
| 153                                        | كارلوس سالغيرو ‏                            | 105                                        |
| 154                                        | جيسوس دايفيد بينيا ‏                        | 11                                         |
| 156                                        | فرنسيسكو كامبوس ‏                           | لم يكمل السباق-5                           |
| 157                                        | Ailetz Lasa ‏                               | 94                                         |
| مدير الرياضة: Vidal Fitas‏                  |                                            |                                            |

| Rádio Popular–Paredes–Boavista ‏ RPB | Rádio Popular–Paredes–Boavista ‏ RPB | Rádio Popular–Paredes–Boavista ‏ RPB |
| ----------------------------------- | ----------------------------------- | ----------------------------------- |
| م                                   | عداء                                | مرتبة                               |
| 161                                 | POR                                 | 37                                  |
| 162                                 | Tiago Leal ‏                         | لم يكمل السباق-5                    |
| 163                                 | Hélder Gonçalves‏                    | 58                                  |
| 164                                 | César Fonte ‏                        | 71                                  |
| 165                                 | Raúl Rota ‏                          | 56                                  |
| 166                                 | Alberto Álvarez ‏                    | 103                                 |
| 167                                 | Daniel Dias ‏                        | 100                                 |

| Illes Balears Arabay Cycling ‏ IBA | Illes Balears Arabay Cycling ‏ IBA | Illes Balears Arabay Cycling ‏ IBA |
| --------------------------------- | --------------------------------- | --------------------------------- |
| م                                 | عداء                              | مرتبة                             |
| 171                               | ESP                               | لم يكمل السباق-5                  |
| 172                               | Unai Esparza ‏                     | 84                                |
| 173                               | Pau Llaneras ‏                     | 95                                |
| 174                               | Gonzalo Ariño‏                     | 97                                |
| 175                               | Asier Pablo González‏              | 68                                |
| 176                               | ESP                               | 42                                |
| 177                               | ESP                               | 45                                |
| مدير الرياضة: دانيال نافارو       |                                   |                                   |

| Groupama-FDJ GFC                | Groupama-FDJ GFC      | Groupama-FDJ GFC |
| ------------------------------- | --------------------- | ---------------- |
| م                               | عداء                  | مرتبة            |
| 1                               | Clément Braz Afonso ‏  | 25               |
| 2                               | Rémy Rochas ‏          | 30               |
| 3                               | Matt Walls ‏           | لم يبدأ-1        |
| 4                               | Max Bock‏              | 72               |
| 5                               | Maxime Decomble ‏      | 12               |
| 6                               | FRA                   | 48               |
| 7                               | Oscar Nilsson-Julien ‏ | لم يكمل السباق-5 |
| مدير الرياضة: Philippe Mauduit ‏ |                       |                  |

| Movistar Team MOV                 | Movistar Team MOV          | Movistar Team MOV |
| --------------------------------- | -------------------------- | ----------------- |
| م                                 | عداء                       | مرتبة             |
| 11                                | جيفرسون سيبيدا (زمني فردي) | 7                 |
| 12                                | Carlos Canal ‏              | 14                |
| 13                                | Jorge Arcas ‏               | 55                |
| 14                                | نيلسون أوليفيرا            | 28                |
| 15                                | أنطونيو بيدرو              | 85                |
| 16                                | Diego Pescador ‏            | 43                |
| 17                                | ألبرت توريس                | لم يكمل السباق-5  |
| مدير الرياضة: خوسيه فيسنتي غارسيا |                            |                   |

| Israel-Premier Tech IPT       | Israel-Premier Tech IPT | Israel-Premier Tech IPT |
| ----------------------------- | ----------------------- | ----------------------- |
| م                             | عداء                    | مرتبة                   |
| 21                            | سيمون كلارك             | 66                      |
| 22                            | Marco Frigo ‏            | 34                      |
| 23                            | جاكوب فوجلسانج          | 23                      |
| 24                            | ديريك جي                | 1                       |
| 25                            | هوغو هول                | 41                      |
| 26                            | Daniel Lima‏             | 104                     |
| 27                            | Pau Martí ‏              | 90                      |
| مدير الرياضة: Óscar Guerrero ‏ |                         |                         |

| أونو-إكس موبيليتي ‏ UXM        | أونو-إكس موبيليتي ‏ UXM  | أونو-إكس موبيليتي ‏ UXM |
| ----------------------------- | ----------------------- | ---------------------- |
| م                             | عداء                    | مرتبة                  |
| 31                            | ماغنوس كورت نيلسن       | 3                      |
| 32                            | Andreas Kron ‏           | لم يكمل السباق-5       |
| 33                            | يوهانس كولسيت ‏          | 10                     |
| 34                            | Martin Urianstad ‏       | 88                     |
| 35                            | Simon Dalby (cyclist) ‏  | 21                     |
| 36                            | Fredrik Dversnes ‏       | 29                     |
| 37                            | Sakarias Koller Løland ‏ | 60                     |
| مدير الرياضة: كريستيان أندرسن |                         |                        |

| Soudal Quick-Step SOQ         | Soudal Quick-Step SOQ | Soudal Quick-Step SOQ |
| ----------------------------- | --------------------- | --------------------- |
| م                             | عداء                  | مرتبة                 |
| 41                            | Mauri Vansevenant ‏    | 9                     |
| 42                            | Jordi Warlop ‏         | لم يبدأ-5             |
| 43                            | جيمس نوكس             | 33                    |
| 44                            | Federico Savino ‏      | 75                    |
| 45                            | Gauthier Servranckx‏   | 74                    |
| 46                            | Viktor Soenens ‏       | 8                     |
| 47                            | توماس بسنتي ‏          | 47                    |
| مدير الرياضة: Kevin Hulsmans ‏ |                       |                       |

| Equipo Kern Pharma ‏ EKP | Equipo Kern Pharma ‏ EKP | Equipo Kern Pharma ‏ EKP |
| ----------------------- | ----------------------- | ----------------------- |
| م                       | عداء                    | مرتبة                   |
| 51                      | Urko Berrade ‏           | 19                      |
| 52                      | Mats Wenzel ‏            | 36                      |
| 53                      | Iván Cobo ‏              | 4                       |
| 54                      | Mikel Retegi ‏           | 77                      |
| 55                      | Ibon Ruiz ‏              | لم يكمل السباق-2        |
| 56                      | Unai Aznar ‏             | 96                      |
| 57                      | Ibai Azanza ‏            | لم يكمل السباق-3        |
| مدير الرياضة:           |                         |                         |

| VF Group-Bardiani CSF-Faizanè VBF | VF Group-Bardiani CSF-Faizanè VBF | VF Group-Bardiani CSF-Faizanè VBF |
| --------------------------------- | --------------------------------- | --------------------------------- |
| م                                 | عداء                              | مرتبة                             |
| 61                                | Luca Covili ‏                      | 26                                |
| 62                                | Martin Marcellusi ‏                | 59                                |
| 63                                | Filippo Magli ‏                    | 81                                |
| 64                                | Luca Paletti ‏                     | 15                                |
| 65                                | Alex Tolio ‏                       | 32                                |
| 66                                | Filippo Turconi ‏                  | 73                                |
| 67                                | Matteo Scalco ‏                    | 50                                |
| مدير الرياضة: Luca Amoriello‏      |                                   |                                   |

| برجس بي إتش ‏ BBH             | برجس بي إتش ‏ BBH                     | برجس بي إتش ‏ BBH |
| ---------------------------- | ------------------------------------ | ---------------- |
| م                            | عداء                                 | مرتبة            |
| 71                           | Sinuhé Fernández ‏                    | 86               |
| 72                           | Eric Fagúndez ‏ (زمني فردي)           | 5                |
| 73                           | Sainbayaryn Jambaljamts ‏ (زمني فردي) | 54               |
| 74                           | ESP                                  | 61               |
| 75                           | Sergio Chumil ‏ (طريق)                | 6                |
| 76                           | Josh Burnett ‏                        | 17               |
| 77                           | Ander Okamika ‏                       | 92               |
| مدير الرياضة: Damien Garcia ‏ |                                      |                  |

| إيولو كوميت ‏ PTV             | إيولو كوميت ‏ PTV     | إيولو كوميت ‏ PTV |
| ---------------------------- | -------------------- | ---------------- |
| م                            | عداء                 | مرتبة            |
| 81                           | Alessandro Tonelli ‏  | 38               |
| 82                           | Andrea Pietrobon ‏    | 64               |
| 83                           | Giovanni Lonardi ‏    | 79               |
| 84                           | ميركو مايستري        | 57               |
| 85                           | Davide Piganzoli ‏    | 2                |
| 86                           | Diego Pablo Sevilla ‏ | 78               |
| 87                           | ESP                  | 65               |
| مدير الرياضة: خيسوس هرنانديز |                      |                  |

| أوسكالتيل أوسكادي ‏ EUS       | أوسكالتيل أوسكادي ‏ EUS | أوسكالتيل أوسكادي ‏ EUS |
| ---------------------------- | ---------------------- | ---------------------- |
| م                            | عداء                   | مرتبة                  |
| 91                           | Iker Mintegi ‏          | لم يكمل السباق-5       |
| 92                           | Jordi López (cyclist) ‏ | 46                     |
| 93                           | Txomin Juaristi ‏       | 13                     |
| 94                           | Jokin Murguialday ‏     | 20                     |
| 95                           | Ander Ganzabal ‏        | 80                     |
| 96                           | Nicolás Alustiza ‏      | 51                     |
| 97                           | Jon Agirre ‏            | 53                     |
| مدير الرياضة: Pablo Urtasun ‏ |                        |                        |

| كاجا رورال-سيغوروس ‏ CJR       | كاجا رورال-سيغوروس ‏ CJR | كاجا رورال-سيغوروس ‏ CJR |
| ----------------------------- | ----------------------- | ----------------------- |
| م                             | عداء                    | مرتبة                   |
| 101                           | Abel Balderstone ‏       | لم يكمل السباق-5        |
| 102                           | ESP                     | 40                      |
| 103                           | ESP                     | 62                      |
| 104                           | Alex Díaz Álvarez ‏      | 44                      |
| 105                           | Samuel Fernández ‏       | 18                      |
| 106                           | Alex Molenaar ‏          | 49                      |
| 107                           | Francisco Peñuela ‏      | 39                      |
| مدير الرياضة: روبين مارتينيز ‏ |                         |                         |

| Petrolike ‏ PTL | Petrolike ‏ PTL    | Petrolike ‏ PTL   |
| -------------- | ----------------- | ---------------- |
| م              | عداء              | مرتبة            |
| 111            | جوناثان كايسيدو   | 31               |
| 112            | Edinson Callejas ‏ | 22               |
| 113            | MEX               | 83               |
| 114            | Filippo D'Aiuto ‏  | 93               |
| 116            | MEX               | 91               |
| 117            | Andrii Ponomar ‏   | لم يكمل السباق-5 |

| Anicolor / Tien 21 ‏ ATI     | Anicolor / Tien 21 ‏ ATI | Anicolor / Tien 21 ‏ ATI |
| --------------------------- | ----------------------- | ----------------------- |
| م                           | عداء                    | مرتبة                   |
| 121                         | Artem Nych ‏             | 99                      |
| 122                         | رافاييل ريس             | 89                      |
| 123                         | Xavier Cañellas ‏        | 82                      |
| 124                         | Harrison Wood ‏          | 27                      |
| 125                         | Pedro Silva‏             | 69                      |
| 126                         | روبين فرنانديز          | 16                      |
| 127                         | Víctor Martínez ‏        | 98                      |
| مدير الرياضة: Rúben Pereira‏ |                         |                         |

| Tavfer–Ovos Matinados–Mortágua ‏ TAV | Tavfer–Ovos Matinados–Mortágua ‏ TAV | Tavfer–Ovos Matinados–Mortágua ‏ TAV |
| ----------------------------------- | ----------------------------------- | ----------------------------------- |
| م                                   | عداء                                | مرتبة                               |
| 131                                 | Ángel Sánchez Rebollido ‏            | لم يكمل السباق-5                    |
| 132                                 | Gonçalo Carvalho ‏                   | 76                                  |
| 133                                 | جواو ماتياس                         | لم يكمل السباق-5                    |
| 134                                 | POR                                 | لم يكمل السباق-4                    |
| 135                                 | António Barbio ‏                     | 108                                 |
| 136                                 | Rafael Barbas‏                       | 67                                  |
| مدير الرياضة: غوستافو سيزار         |                                     |                                     |

| إيفابيل سيلينج ‏ EFP         | إيفابيل سيلينج ‏ EFP       | إيفابيل سيلينج ‏ EFP |
| --------------------------- | ------------------------- | ------------------- |
| م                           | عداء                      | مرتبة               |
| 141                         | جواكيم سيلفا ‏             | 52                  |
| 142                         | André Carvalho (cyclist) ‏ | 87                  |
| 143                         | سانتياغو ميسا ‏            | 101                 |
| 144                         | ماوريسيو موريرا           | لم يبدأ-3           |
| 145                         | POR                       | 102                 |
| 146                         | Pedro Pinto‏               | 35                  |
| 147                         | Keegan Swirbul ‏           | 24                  |
| مدير الرياضة: خوسيه أزيفيدو |                           |                     |

| AP Hotels & Resorts–Tavira–SC Farense ‏ ATF | AP Hotels & Resorts–Tavira–SC Farense ‏ ATF | AP Hotels & Resorts–Tavira–SC Farense ‏ ATF |
| ------------------------------------------ | ------------------------------------------ | ------------------------------------------ |
| م                                          | عداء                                       | مرتبة                                      |
| 151                                        | ديليو فرنانديز كروز                        | 70                                         |
| 152                                        | Afonso Silva ‏                              | لم يكمل السباق-5                           |
| 153                                        | كارلوس سالغيرو ‏                            | 105                                        |
| 154                                        | جيسوس دايفيد بينيا ‏                        | 11                                         |
| 156                                        | فرنسيسكو كامبوس ‏                           | لم يكمل السباق-5                           |
| 157                                        | Ailetz Lasa ‏                               | 94                                         |
| مدير الرياضة: Vidal Fitas‏                  |                                            |                                            |

| Rádio Popular–Paredes–Boavista ‏ RPB | Rádio Popular–Paredes–Boavista ‏ RPB | Rádio Popular–Paredes–Boavista ‏ RPB |
| ----------------------------------- | ----------------------------------- | ----------------------------------- |
| م                                   | عداء                                | مرتبة                               |
| 161                                 | POR                                 | 37                                  |
| 162                                 | Tiago Leal ‏                         | لم يكمل السباق-5                    |
| 163                                 | Hélder Gonçalves‏                    | 58                                  |
| 164                                 | César Fonte ‏                        | 71                                  |
| 165                                 | Raúl Rota ‏                          | 56                                  |
| 166                                 | Alberto Álvarez ‏                    | 103                                 |
| 167                                 | Daniel Dias ‏                        | 100                                 |

| Illes Balears Arabay Cycling ‏ IBA | Illes Balears Arabay Cycling ‏ IBA | Illes Balears Arabay Cycling ‏ IBA |
| --------------------------------- | --------------------------------- | --------------------------------- |
| م                                 | عداء                              | مرتبة                             |
| 171                               | ESP                               | لم يكمل السباق-5                  |
| 172                               | Unai Esparza ‏                     | 84                                |
| 173                               | Pau Llaneras ‏                     | 95                                |
| 174                               | Gonzalo Ariño‏                     | 97                                |
| 175                               | Asier Pablo González‏              | 68                                |
| 176                               | ESP                               | 42                                |
| 177                               | ESP                               | 45                                |
| مدير الرياضة: دانيال نافارو       |                                   |                                   |

## التصنيف العام النهائي
| التصنيف العام | التصنيف العام      | التصنيف العام        | التصنيف العام  | التصنيف العام |
| العداء        | العداء             | الفريق               | الوقت          |               |
| ------------- | ------------------ | -------------------- | -------------- | ------------- |
| 1             | ديريك جي           | إسرائيل - بريمير تيك | 15 س 21 د 23 ث |               |
| 2             | Davide Piganzoli ‏  | إيولو كوميت ‏         | + 35 ث         |               |
| 3             | ماغنوس كورت نيلسن  | أونو-إكس موبيليتي ‏   | + 38 ث         |               |
| 4             | Iván Cobo ‏         | Equipo Kern Pharma ‏  | + 1 د 15 ث     |               |
| 5             | Eric Fagúndez ‏     | برجس بي إتش ‏         | + 1 د 34 ث     |               |
| 6             | Sergio Chumil ‏     | برجس بي إتش ‏         | + 1 د 53 ث     |               |
| 7             | جيفرسون سيبيدا     | موفيستار             | + 1 د 56 ث     |               |
| 8             | Viktor Soenens ‏    | دكونيك كويك ستب      | + 1 د 59 ث     |               |
| 9             | Mauri Vansevenant ‏ | دكونيك كويك ستب      | + 2 د 02 ث     |               |
| 10            | يوهانس كولسيت ‏     | أونو-إكس موبيليتي ‏   | + 2 د 22 ث     |               |
|               |                    |                      |                |               |
|               |                    |                      |                |               |

### تصنيف النقاط
| تصنيف النقاط | تصنيف النقاط      | تصنيف النقاط         | تصنيف النقاط | تصنيف النقاط |
| العداء       | العداء            | الفريق               | النقاط       |              |
| ------------ | ----------------- | -------------------- | ------------ | ------------ |
| 1            | ماغنوس كورت نيلسن | أونو-إكس موبيليتي ‏   | 132 نقطة     |              |
| 2            | Davide Piganzoli ‏ | إيولو كوميت ‏         | 76 نقطة      |              |
| 3            | ديريك جي          | إسرائيل - بريمير تيك | 63 نقطة      |              |
| 4            | Carlos Canal ‏     | موفيستار             | 54 نقطة      |              |
| 5            | Giovanni Lonardi ‏ | إيولو كوميت ‏         | 44 نقطة      |              |
|              |                   |                      |              |              |
|              |                   |                      |              |              |

### تصنيف الجبال
| تصنيف الجبال | تصنيف الجبال   | تصنيف الجبال         | تصنيف الجبال | تصنيف الجبال |
| العداء       | العداء         | الفريق               | النقاط       |              |
| ------------ | -------------- | -------------------- | ------------ | ------------ |
| 1            | ديريك جي       | إسرائيل - بريمير تيك | 17 نقطة      |              |
| 2            | Ander Okamika ‏ | برجس بي إتش ‏         | 12 نقطة      |              |
| 3            | Sergio Chumil ‏ | برجس بي إتش ‏         | 9 نقطة       |              |
|              |                |                      |              |              |
|              |                |                      |              |              |

## تصنيف الفرق

### الفرق حسب الوقت
| تصنيف الفرق حسب الوقت | تصنيف الفرق حسب الوقت    | تصنيف الفرق حسب الوقت | تصنيف الفرق حسب الوقت |
| الفريق                | الفريق                   | الوقت                 |                       |
| --------------------- | ------------------------ | --------------------- | --------------------- |
| 1                     | برجس بي إتش ‏             | 40 س 20 د 23 ث        |                       |
| 2                     | أونو-إكس موبيليتي ‏       | + 58 ث                |                       |
| 3                     | دكونيك كويك ستب          | + 3 د 43 ث            |                       |
| 4                     | موفيستار                 | + 7 د 32 ث            |                       |
| 5                     | Equipo Kern Pharma ‏      | + 8 د 46 ث            |                       |
| 6                     | إف دي جي                 | + 9 د 09 ث            |                       |
| 7                     | إسرائيل - بريمير تيك     | + 10 د 24 ث           |                       |
| 8                     | أوسكالتيل أوسكادي 2025 ‏  | + 11 د 13 ث           |                       |
| 9                     | بردياني سي إس إف فايزاني | + 11 د 31 ث           |                       |
| 10                    | كاجا رورال-سيغوروس 2025 ‏ | + 12 د 28 ث           |                       |
|                       |                          |                       |                       |
|                       |                          |                       |                       |

## تصانيف فرعية

### تصنيف أفضل شاب
| تصنيف أفضل شاب | تصنيف أفضل شاب         | تصنيف أفضل شاب                  | تصنيف أفضل شاب | تصنيف أفضل شاب |
| العداء         | العداء                 | الفريق                          | الوقت          |                |
| -------------- | ---------------------- | ------------------------------- | -------------- | -------------- |
| 1              | Viktor Soenens ‏        | Soudal–Quick-Step Devo Team ‏    | 15 س 23 د 22 ث |                |
| 2              | يوهانس كولسيت ‏         | أونو-إكس موبيليتي ‏              | + 23 ث         |                |
| 3              | Maxime Decomble ‏       | Groupama–FDJ Continental Team ‏  | + 1 د 06 ث     |                |
| 4              | Luca Paletti ‏          | بردياني سي إس إف فايزاني        | + 1 د 24 ث     |                |
| 5              | Samuel Fernández ‏      | كاجا رورال-سيغوروس ‏             | + 2 د 44 ث     |                |
| 6              | Simon Dalby (cyclist) ‏ | أونو-إكس موبيليتي ‏              | + 3 د 37 ث     |                |
| 7              | البرتغال               | Rádio Popular–Paredes–Boavista ‏ | + 10 د 24 ث    |                |
| 8              | Diego Pescador ‏        | موفيستار                        | + 12 د 42 ث    |                |
| 9              | فرنسا                  | Groupama–FDJ Continental Team ‏  | + 18 د 58 ث    |                |
| 10             | Matteo Scalco ‏         | بردياني سي إس إف فايزاني        | + 19 د 17 ث    |                |
|                |                        |                                 |                |                |
|                |                        |                                 |                |                |